# Hedwig Blesi
Hedwig Blesi (Zürich, 21 december 1869 - aldaar, 2 januari 1923) was een Zwitserse schrijfster.

## Biografie
Hedwig Blesi was een dochter van Johann Jakob Blesi, een dansleraar. Als verhalenvertelster bracht ze in 1899 samen met haar collega Louise Müller een verzameling van sprookjes en verhalen uit in het Zwitserduits dialect voor kinderen van vier tot zeven jaar. Het kinderboek kende een groot succes in Zwitserland en werd tot 1966 13 keer uitgegeven.

## Werken
- (de)  Erzahlungen und Marchen in Schweizer Mundart fur Kinder von 4 bis 7 Jahren, 1899 (samen met Louise Müller).